# پل گیراگوسیان
پل مانوکی گیراگوسیان (ارمنی: Պոլ Մանուկի Կիրակոսյան؛ ۱۹۲۶ – ۲۰ نوامبر ۱۹۹۳) یک نقاش ارمنی‌تبار اهل لبنان بود.

## زندگی‌نامه
در یک خانواده ارمنی نجات‌یافتگان نسل‌کشی ارمنی‌ها به دنیا آمد. در اوایل دهه ۱۹۴۰، گیراگوسیان و خانواده‌اش به یافا نقل مکان نمودند. در سال ۱۹۴۷، خانواده مجبور شد دوباره نقل مکان نماید و در لبنان سکونت گزیند. در دهه ۱۹۵۰، گیراگوسیان شروع به تدریس هنر در چندین مدرسه ارمنی نمود و به عنوان نگارگر به فعالیت پرداخت. در سال ۱۹۵۶، گیراگوسیان در یک رقابت نقاشی برنده جایزه نخست شد. در سال ۱۹۶۱، گیراگوسیان به بیروت بازگشت. در سال ۱۹۶۲ بورسیه تحصیلی دیگری به گیراگوسیان اعطاء گردید. در سال ۱۹۸۹، گیراگوسیان برای نمایش آثار خویش در La Salle Des Pas Perdus در یونسکو به پاریس رفت و تا سال ۱۹۹۱ همراه با بخشی از خانواده‌اش در همان‌شهر زندگی نمود. در همان‌سال وی یک نمایشگاه انفرادی در Institut du Monde Arabe برگزار نمود. گیراگوسیان در ۲۰ نوامبر ۱۹۹۳ در سن ۶۷ سالگی در بیروت درگذشت.

## خانواده
در سال ۱۹۵۲ پل با ژولیت هیندیان، با یک نقاش جوان و شاگرد پیشین خویش ازدواج نمود. این زوج صاحب شش فرزندش شدند. پسرشان آرا بمحض تولد درگذشت. در سال ۲۰۱۱ خانواده برای حفظ میراث وی، بنیاد پل گیراگوسیان را تأسیس نمود.